# Didianema
Didianema is een geslacht van weekdieren uit de klasse van de Gastropoda (slakken).

## Soort
- Didianema pauli Pilsbry & McGinty, 1945